# Шепс, Ольга Ильинична
Ольга Ильинична Шепс (род. 4 января 1986, Москва) — немецкая пианистка.

## Биография
Родилась в 1986 году в Москве, в 1992 году с родителями эмигрировала в Германию (Вупперталь). Учиться игре на фортепиано начала под руководством родителей — пианиста и музыкального педагога Ильи Иосифовича Шепса (Ilja Scheps, род. 1956), профессора Высшей школы музыки в Кёльне, и музыкального педагога Тамары Шепс. С 1999 года занималась у Василия Лобанова. В 1999 году завоевала первую премию на конкурсе молодых исполнителей Jugend musiziert, в 2001 году — на конкурсе Jugend spielt Klassik (молодёжь играет классику). 
Широкая концертная карьера началась в 2002 году. Выступала с Симфоническим оркестром Сан Антонио, Симфоническим оркестром Северогерманского радио, Симфоническим оркестром Штутгартского радио, Мюнхенским симфоническим оркестром, Моцартеумом, Королевским шотландским национальным оркестром, Варшавским филармоническим оркестром, Филармоническим оркестром Монте-Карло.
В 2010 году заключила эксклюзивный контракт с звукозаписывающей фирмой RCA Red Seal (Sony), для которой записала альбомы произведений Шопена, Шуберта, Чайковского, Сати, Вайнберга (фортепианный квинтет с квартетом Кусс).
Живёт в Кёльне.
Старшая сестра — пианистка Анна Шепс (род. 1982).